# Am bombardat New Haven
Am bombardat New Haven (în engleză We Bombed in New Haven) este o piesă de teatru scrisă în anul 1968 de Joseph Heller. Premiera spectacolului a avut loc pentru prima oară în limba română în data de 3 octombrie 2024 la Teatrul Național din Cluj-Napoca, în regia lui László Bocsárdi. Traducerea piesei din limba engleză a fost realizată de Ramona Tripa.
Piesa a mai fost montată o dată în România, în anul 1974, la Teatrul „Tamási Áron” din Sfântu Gheorghe în regia lui Attila Seprődi⁠(d), în limba maghiară (Megbombaztuk New Havent). Regizorul László Bocsárdi este director general adjunct și director artistic al Teatrului „Tamási Áron”.

## Tematică
Spectacolul explorează o tematică legată de război, în care actorii interpretează soldați ce participă la misiuni kamikaze. Regizorul László Bocsárdi propune o abordare care pune în discuție interacțiunea dintre realitate și ficțiune, în contextul unei reflecții asupra fragilității condiției umane și a rolului spectatorului în relația cu evenimentele istorice. 

## Cronici
„László Bocsárdi folosește sugestiile din text pentru a crea o bulversantă satiră tragică (dacă se poate spune așa) despre birocrația și regulamentele din orice armată statală, căci indicele generalizării e foarte mare în ciuda câtorva determinări geografice. El localizează subiectul în plină realitate absurdă și distribuie acțiunea pe două planuri convergente cu țintă în decodarea mesajului în direcția descurajantei realități conjuncturale. Din sala teatrului (reală, sigură, subliniată ca atare) până în simbolistica ficțională (imaginarul compulsiv)”.